# Liste der Kulturdenkmäler in Hümmerich
In der Liste der Kulturdenkmäler in Hümmerich sind alle Kulturdenkmäler der rheinland-pfälzischen Ortsgemeinde Hümmerich aufgeführt. Grundlage ist die Denkmalliste des Landes Rheinland-Pfalz (Stand: 9. Februar 2023).

## Einzeldenkmäler
| Bezeichnung | Lage                   | Baujahr         | Beschreibung                                    | Bild |
| ----------- | ---------------------- | --------------- | ----------------------------------------------- | ---- |
| Wohnhaus    | Bismarckstraße 19 Lage | 18. Jahrhundert | Fachwerkhaus, teilweise massiv, 18. Jahrhundert | BW   |